# Sister Susie's Sewing Shirts for Soldiers (film 1915)
Sister Susie's Sewing Shirts for Soldiers è un cortometraggio muto del 1915 diretto da Harry Buss.

## Trama
Una cucitrice aiuta la relazione tra una sarta e un soldato.

## Produzione
Il film fu prodotto dalla Hepworth.

## Distribuzione
Distribuito dalla Hepworth, il film - un cortometraggio di 190,5 metri - uscì nelle sale cinematografiche britanniche nel marzo 1915.
Fu distrutto nel 1924 dallo stesso produttore, Cecil M. Hepworth. Fallito, in gravissime difficoltà finanziarie, Hepworth pensò in questo modo di poter almeno recuperare il nitrato d'argento della pellicola.